# Daniel Goldin

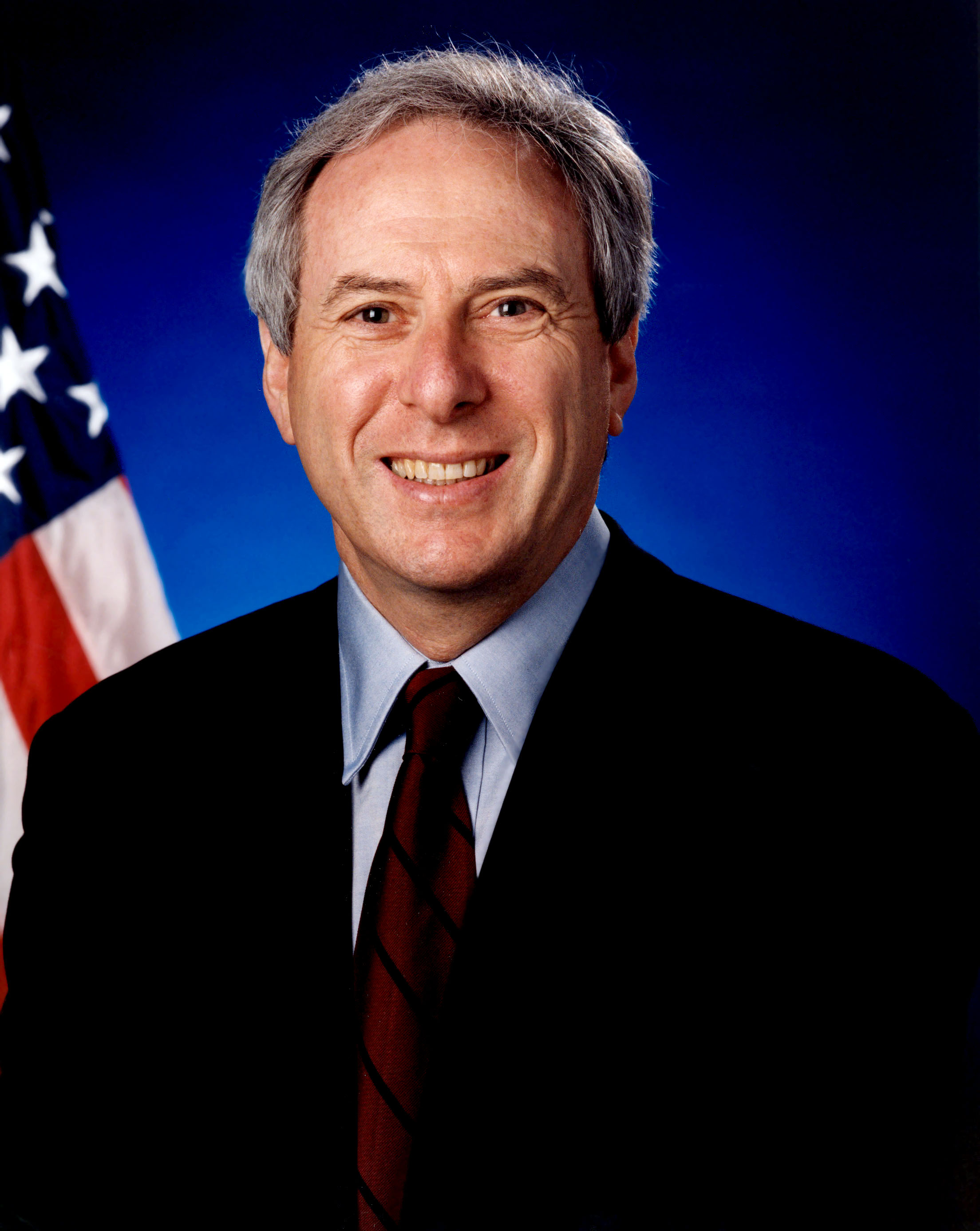
Daniel S. Goldin

Daniel Saul Goldin (* 23. Juli 1940 in New York City, Bundesstaat New York, USA) war vom 1. April 1992 bis zum 17. November 2001 der neunte und bis heute der am längsten amtierende NASA-Administrator. Er wurde von US-Präsident George H. W. Bush nominiert.
Goldin erhielt 1962 einen Bachelor in Maschinenbau vom City College of New York. Er begann im gleichen Jahr seine Karriere am Lewis Research Center der NASA in Cleveland, Ohio und arbeitete an elektrischen Antriebssystemen für die bemannte interplanetarische Raumfahrt.
Goldin verließ ein paar Jahre später die NASA und arbeitete für die TRW Space and Technology Group in Redondo Beach, Kalifornien. Während seiner 25-jährigen Karriere bei TRW wurde Goldin Vizepräsident und General Manager und er leitete Projekte, in denen neue Kommunikationssatelliten, Weltraumtechnologien und wissenschaftliche Instrumente entworfen und gebaut wurden.
Als Goldin Administrator der NASA wurde, begründete er das „Faster, Better, Cheaper“-Konzept, mit dem die NASA gleichzeitig die Kosten senken und trotzdem eine Vielzahl an Raumfahrtprojekten durchführen konnte. Nach dem Verlust zweier Marssonden wurde dieses Konzept jedoch auch kritisiert. In seine Amtszeit fallen aber auch erfolgreiche Projekte wie der Marsroboter Mars Pathfinder, Wartungsmissionen zum Hubble-Weltraumteleskop und die Internationale Raumstation ISS.
2002 wurde der Asteroid (16529) Dangoldin nach ihm benannt.
2003 wurde Goldin als neunter Präsident der Boston University ausgewählt. Allerdings wurde sein Vertrag einen Tag vor Amtsantritt aufgehoben.
Goldin ist verheiratet und hat zwei Töchter.